# Eric Porter
Eric Porter (8 de abril de 1928 — 15 de maio de 1995) foi um ator inglês. Ele era conhecido por seu personagem na série da BBC, The Forsyte Saga (1967). O programa foi um grande sucesso internacional, e seu papel, pelo qual ele ganhou um prêmio BAFTA de Melhor Ator, fez dele uma estrela.

## Carreira
Em 1955, Porter interpretou o papel-título de Ben Jonson na peça Volpone. Em 1960 juntou-se à Royal Shakespeare Company; e naquele ano, interpretou Ferdinand em The Duchess of Malfi de John Webster. Em 1962, se apresentou como Iachimo em Cymbeline. Porter atuou como o advogado Soames Forsyte no drama da BBC, The Forsyte Saga (1967). A série foi um grande sucesso internacional, e seu papel, pelo qual ele ganhou um prêmio BAFTA de Melhor Ator, também fez dele uma estrela. 
O papel dele como Neville Chamberlain em Winston Churchill: The Wilderness Years de 1981 ganhou elogios da crítica. Ele interpretou o Conde Bronowsky em A Jóia da Coroa; e foi visto como Fagin na versão de Oliver Twist (1985) da BBC. Seus outros papéis incluem Thomas Danforth em As Bruxas de Salem (1980), Professor Moriarty em As Aventuras de Sherlock Holmes (1984).
Porter continuou a atuar no teatro, ganhando o London Evening Standard Theatre Award de Melhor Ator em 1988 por seu papel em Cat on a Hot Tin Roof. Seu último papel na televisão foi como o pintor James Player no remake de Message for Posterity (1994), baseado em uma peça de Dennis Potter. 

## Vida pessoal
No livro, Peter O'Toole: The Definitive Biography, de Robert Sellers, a atriz Susan Engel falou que Porter era gay: "Ele não conseguia lidar com sua própria sexualidade", disse Susan. Embora Helen Monk, amiga e autora de Eric Porter: The Life of an Acting Giant, acreditasse que ele fosse "provavelmente bissexual".
- Helen Monk "Eric Porter - The Life of An Acting Giant " Independent Publisher Plateform, 2016
- Helen Monk "Eric Porter : La passion et le secret" Independent Publisher Plateform, 2017

## Morte
Porter morreu de câncer de cólon em Londres em 1995, aos 67 anos.